# Политическая карикатура
Политическая карикатура — рисунок, обычно содержащий также текстовый комментарий, сюжет которого, как правило, связан с текущими политическими событиями или политиками (личностями). 
Художественное мастерство в таких изображениях обычно сочетается с гиперболой и сатирой, чтобы высмеять и привлечь внимание властей и общества к коррупции и другим социальным проблемам. Наиболее известными политическими карикатурами в истории считаются картина Бенджамина Франклина Join, or Die (1754 год) о необходимости единства в английских североамериканских колониях, Der Denker-Club (1819 год), ставшая ответом на цензурные ограничения, введённые в Германии после Карлсбадских указов, The Goose-Step (1936 год) Эрнеста Шепарда о наращивании вооружений в Германии при Адольфе Гитлере. Последняя карикатура является одной из самых известных, впервые опубликованных в английском сатирическом журнале «Панч».

## История

### Происхождение
Живописные сатиры Уильяма Хогарта иногда считаются «предшественниками» политической карикатуры. Его картины сочетали критику негативных социальных явлений с последовательными художественными сценами. Частой мишенью его сатиры становилась коррупция в британской политике в начале XVIII века. Одной из первых его карикатур-гравюр была работа Emblematical Print on the South Sea Scheme (1721), о крахе фондового рынка в 1720 году, известном как «пузырь Южных морей», в ходе которого многие англичане потеряли большое количество денег, хотя его работы были лишь косвенно политизированными и в первую очередь рассматриваются исходя из своих художественных достоинств. Джордж Таунсенд, 1-й маркиз Таунсенд, создавал политические карикатуры в 1750-х годах.

### Развитие
Политическая карикатура стала развиваться во второй половине XVIII века — особенно в период Великой Французской революции — силами в первую очередь таких английских художников, как Джеймс Гилрей и Томас Роулендсон; их карикатуры часто были написаны в гротескной и иногда даже грубой манере, а объектом критики становилась правящая верхушка страны, включая самого короля Георга III, а позже деятели Французской революции и Наполеон I. В 1820-х-1840-х годах наиболее известным английским карикатуристом был Джордж Крукшенк, в целом продолжавший творческую манеру Гилрея и Роуландсона.

### Сатирические журналы
Искусство политической карикатуры получило дальнейшее развитие после начала в 1841 году публикации журнала «Панч», основанного Генри Мэйхью, хотя до него существовал журнал Monthly Sheet of Caricatures, основанный ещё в 1830 году. Термин «cartoon» впервые был введён именно на страницах «Панча» в 1843 году. В числе известных карикатуристов того времени — многие сотрудничавшие с данным журналом, а также Джон Тенниел.

### Дальнейшее развитие
К середине XIX века политические карикатуры, выражавшие мнение издателей по тем или иным политическим вопросам, стали характерным атрибутом большинства крупных газет. Одним из самых известных карикатуристов второй половины этого века считается Томас Наст.

## Признание
В ряде стран существуют институты, занимающиеся архивированием и документированием политических карикатур: например, Центр по изучению политических рисунков в США или британский Архив карикатур в Соединённом Королевстве.
Политические карикатуры и их авторы иногда удостаиваются ряда наград, в том числе Пулитцеровской премии за политическую карикатуру (для американских карикатуристов, вручается с 1922 года) и британской награды «Карикатурист года», вручаемой газетой Press Gazette.

## Современные политические карикатуры
В современном мире политические карикатуры обычно можно найти на специальных передовицах газет, хотя некоторые (например, Doonesbury Гарри Трюдо) помещаются на специальных страницах для газетных комиксов. С развитием Интернета они стали часто появляться и в его пространстве, нередко выполненные с помощью флэш-анимации.
Карикатуры рисуются в разных стилях, но у них есть ряд общих черт: большинство карикатуристов используют визуальные метафора и сарказм для отображения текущих событий и таким способом выражают свою позицию по ним юмористическим или эмоциональным способом. По словам одного из политических карикатуристов, его целью является «привлечь внимание, а не обидеть».
Политические карикатуры иногда сами становятся объектами критики как стереотипные, предвзятые или клеветнические, а иногда даже приводят к международным скандалам, самыми известными из которых являются карикатурный скандал, связанный с изображениями пророка Мухаммеда, и карикатурный скандал в Бангладеш 2007 года.
Политическая карикатура всегда отражает взгляд на ту или иную злободневную проблему, в этом и прелесть такого феномена, как политическая карикатура — моментально отреагировать на «злобу» дня.